# 磁性齒輪

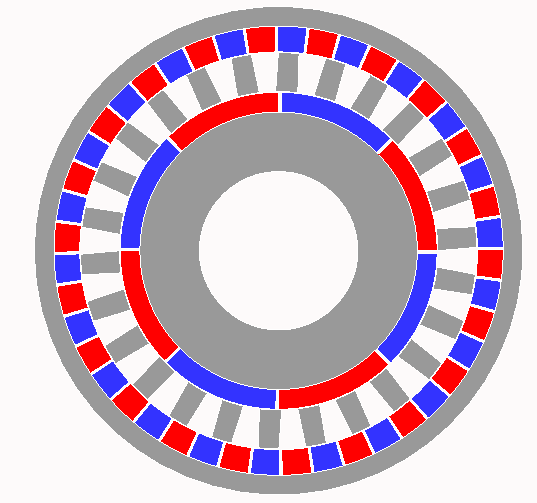
示意图：内外两级转子，中间为铁磁性的定子。

磁性齒輪（英語：Magnetic Gear，簡稱MG）基本上是一個不具有傳統齒輪齒型的傳動裝置，利用磁耦合力相吸相斥達到傳動的目的，稱乎其為磁性齒輪僅僅只是構型相似、傳動目的一致，本質上不隸屬傳統齒輪。在以平行為傳動方式的MG發展快速，與傳統齒輪相比，其不管在傳動效率、傳動比、加工方面都大幅領先，該裝置已經實用在工業界多年，學術界也在持續發展。

## 發展史

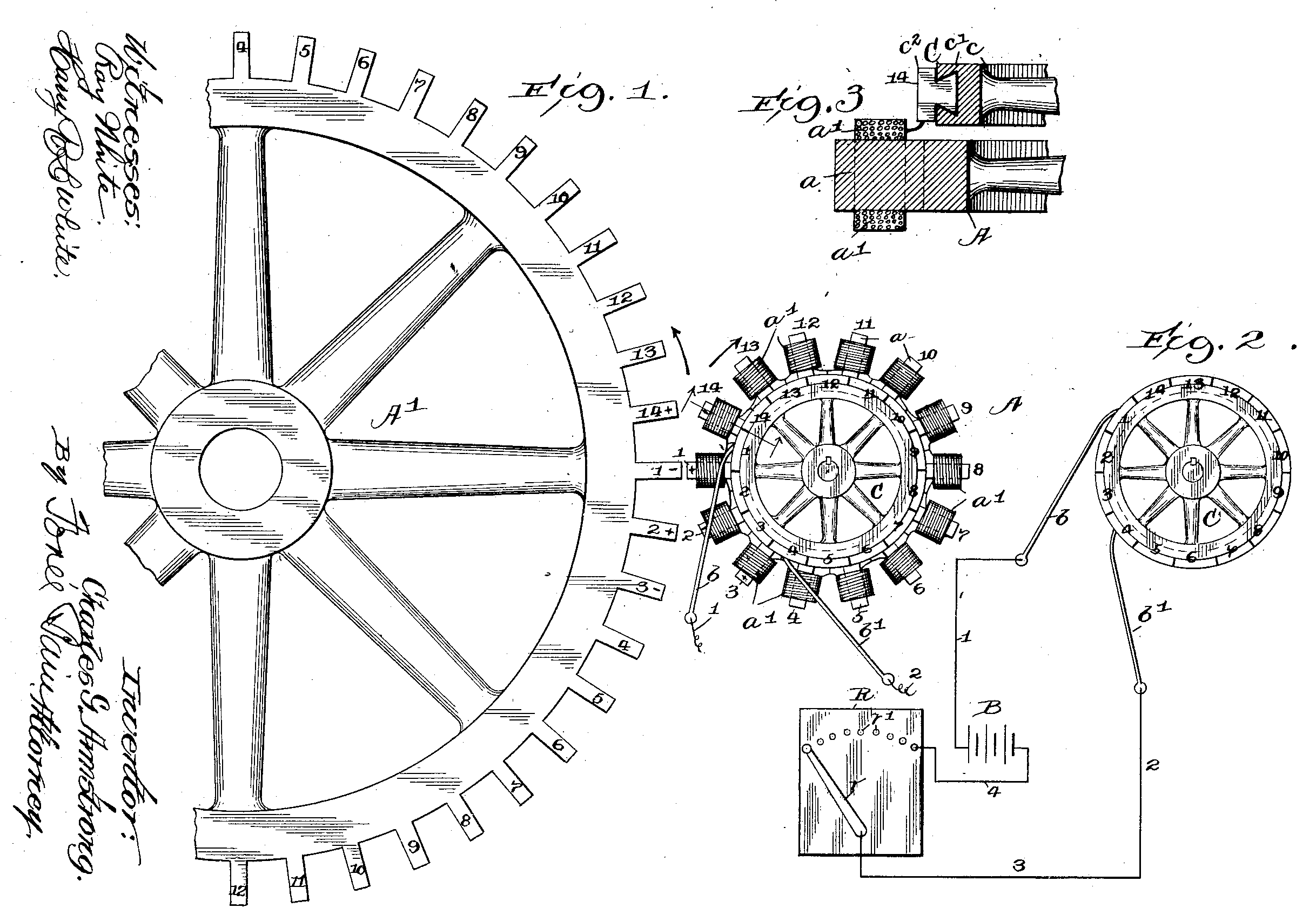
专利US687292中的插图

MG的最早出現於1901年的美國專利，不過當時未被重視。雖然1941年Faus提出與傳統齒輪有相似型態的MG後，不過當時市面上僅有鐵氧體，其在磁性齒輪上使用率低並且效能差，發展又逐漸落寞。1980年代後，釹鐵硼磁鐵(NdFeB)的發明雖然再次讓研究開展，不過由於傳動時的扭矩密度仍低，無法應用在工業界，僅停留在學術發展階段。後來有學者於2001年針對共軸式MG(Coaxial-MG,CMG)提出磁場調變(magnetic field modulation )大幅改善扭矩傳送密度低的缺點，甚至證實MG在傳送扭矩密度以及角速度可高達97%的效率；此後針對CMG不斷有進一步改善的研究成果出現，並且開始大量出現整合MG於其它裝置中的研究發表，至今為止研究仍然不斷開展。
MG傳動基本上為兩個結構體互相靠著磁耦合力傳動，一般可分為平行軸傳動和共交軸傳動，共交軸傳動的發展首先由1987年Tsurumoto, K.提出內旋(Involute)傳動式MG, 該構型上所帶有之磁鐵型態、分布排列相當複雜，學術界改分析磁鐵排列較簡單的MG，1991年S. Arimoto提出類似這種型態的傳動解析之後陸續有學者對於平行軸傳動發表各式各樣的研究。1993到1994年，垂直傳動型態問世， K. Tsurumoto提出磁性螺旋齒輪(magnetic worm gear)，和磁性歪齒輪(magnetic skew gear)，不過構型過於複雜難以解析，多數學者仍改投入研究平行軸傳動；但於1996年時，Yao, Y. D.發表磁性斜齒輪(magnetic bevel gear)，但學術界多數對於電磁學領域的構裝難有解析解，更別說要解析垂直傳動，故該篇期刊僅採用實驗法驗證，到了2012年，Muruganandam, G.提出改善磁性斜齒輪的扭矩密度之數學模型，但使用了許多假設或近似。
由於平行軸傳動MG的發展已逐漸成熟與完備，目前學術界開始有解析共交軸傳動MG的趨勢，最新的研究整合了磁性斜齒輪與磁場調變技術，發表在IEEE International Conference，不過尚未將內文公開。

## 研究課題
- 解析MG的傳動扭矩
- 解析MG的最大拖動扭矩
- MG傳動穩定度分析
- MG材料創新選用
- MG整合應用
- MG傳動效率分析
- 新型MG的開發

## 幾何類型
- 以轉動軸平行與否分類

- 轉動軸互為平行

- 磁性正齒輪

- 轉動軸互為垂直

- 磁性螺旋齒輪
- 磁性歪齒輪
- 磁性斜齒輪

## 機構優點
齒輪機構若利用無接觸式傳動機構，將較傳統接觸式齒輪具有下列優點：
- 由超距力完成傳動，降低機械能損耗
- 圓弧形表面，不需加工齒形與計算模數，使加工成本與難度降低；
- 傳動為無接觸式，無需潤滑接觸面使保養簡易，亦抑制噪音產生；
- 設備中因摩擦皆處所產生的粉塵與油汙不會對超距接觸產生影響，並具備防水特性；
- 具有扭矩過載保護特性

一般傳統接觸式耦合齒輪於扭矩大於安全上限時，會產生崩齒現象，將永久破壞齒輪並產生碎屑，影響其他
部分的齒輪耦合，反之磁性齒輪在扭矩過載時將會產生失步現象，使磁極轉動至下一個對
應之磁極並相吸，繼續恢復機械傳動，使機械恢復運作，且具有過載保護的功能。

## 機構應用
MG已被大量使用在工業上，隨著其類型的不同，使用面向亦不同，以下舉出當前的應用領域數個:

(1)風力發電機
(2)馬達
(3)混合動力車輛飛輪機構
(4)齒輪箱
(5)無塵室

## 幾何參數
磁極(又稱磁鐵)數: {\displaystyle N_{pole}}

磁極展開角: {\displaystyle {\boldsymbol {\theta }}_{pole}}

半徑: R

速比: {\displaystyle {\frac {R_{A}}{R_{P}}}={\frac {N_{A}}{N_{P}}}={\frac {{\boldsymbol {\theta }}_{P}}{{\boldsymbol {\theta }}_{A}}}}
- 因為多數情況都是使用兩個磁性齒輪為一組，所以可以區分為主動輪AMG以及被動輪PMG，上式中下標A及P的意義就在於此。
- 注意速比的定義跟傳統接觸齒輪一模一樣。
- 一般來說，磁性齒輪需滿足以下公式:

{\displaystyle N_{pole}{\boldsymbol {\theta }}_{pole}=360^{o}}
- 若考慮兩輪轉動順暢問題，AMG與PMG的單極耦合路徑長需相同，即有:

{\displaystyle R_{A}{\boldsymbol {\theta }}_{A}=R_{P}{\boldsymbol {\theta }}_{P}}

## 機構特性
傳統機械主動輪方施加扭矩因而能驅動從動輪，當承載扭矩超過結構安全負荷時就會產生崩齒，而MG由於是無接觸式傳動，所以扭矩過大時僅會發生所謂的失步，即AMG空轉，但無法完整帶動PMG的現象，所以不對結構整體造成破壞，因而具有過載保護功能。

至於MG的磁鐵裝配方式、磁鐵總數須為偶數，還有相鄰磁鐵磁化向量方向必須相反，否則會因為磁鐵同性相斥的特性造成無法組裝各個磁鐵成為一個MG。

## 解析方式
由於最簡單的MG僅由永久磁鐵構成，所以如何用數學解析磁場便為首要重點。
一般求解磁場的方法主要有四種，皆從馬克士威方程組推廣而來，分別為安培電流模型(Amperian Current Model)、庫倫模型(Coulombian Model)、磁位能法(Magnetic Potential Method)、必歐-沙伐定律(Biot-Savart Law)，尤以前兩個最為常用，茲簡介其概念如下:
- Amperian Current Model:

又稱等效電流法(Equivalent Current Method)，其概念為將磁鐵近似成一帶有分佈電流的相同體積大小之模型，即以電學的理論求解磁學問題。
- Coulombian Model:

又稱等效電荷法(Equivalent Charge Method)，其概念為將磁鐵近似成一帶有分佈電荷的相同體積大小之模型，一樣是以電學的理論求解磁學問題。

附註:不管是哪種方法都不能處理MG擁有厄鐵(或稱為鋼鐵)的情況。
至於在電腦模擬上，一般皆採用以有限元素理論基礎的FEA軟體，例如Maxwell、ANSYS、Flux、Comsol、MagNet...等。

## 材料選用
一般選用稀土金屬，除了其磁性強健以外，其物理特性對應到元素周期表的過渡金屬(Tranistion metal)類，滿足解析方式的前兩種方法的初始假設，尤以釹磁鐵(neodymium或簡稱NdFeB)最為常用。

## 磁鐵特性
磁鐵的材料特性可由磁滯現象描述，該現象是以曲線來闡述，又稱磁滯曲線(hysteresis loop)，橫坐標為磁場強度，縱座標為磁化強度，該曲線上任一點為磁通量密度，若單位系統採用國際單位制，該曲線上任一點可由以下公式描述:
B={\displaystyle \mu _{0}}(H+M)
其中{\displaystyle \mu _{0}}稱為真空磁導率，其值為4π×10−7 N·A−2。